# ILIAS
 (mars 2024).
ILIAS est une plate-forme d'apprentissage en ligne. Elle permet de créer, via le réseau, des interactions entre enseignants, apprenants et ressources pédagogiques.
L'acronyme ILIAS vient de l'allemand « Integriertes Lern-, Informations- und Arbeitskooperations-System », en français « Système intégré d'apprentissage, d'information et de coopération ».
Développée par l'Université de Cologne à partir de 1997, ILIAS est en open source sous licence GPL depuis 2000.
Cette plate-forme est devenue, en 2004, la première plateforme d'apprentissage en ligne open source à atteindre la norme SCORM.